# Кантабри
Кантабри (лат. Cantabri, стгрч. Καντάβροι) су били древни келтски народ који је у антици живио на сјеверној обали Хиспаније. Уживали су репутацију дивљих и „неукротивих“ горштака, а њихове борбене способности је препознао и Ханибал, искористивши их као најамнике у другом пунском рату. Захваљујући својој борбености и неприступачности терена, успјели су очувати самосталност кад су скоро сви остали хиспански народи пали под власт Рима. Међутим, године 29. п. н. е. је цар Октавијан Август против њих покренуо поход којима ће започети кантабријски ратови. Кантабри су за десет година покорени, али су с повременим устанцима настављали још неколико година. Њихова романизација је теже ишла него у другим крајевима Хиспаније, тако да су дио свог келтског идентитета очували и у вријеме доласка под визиготску власт. У потпуности су романизирани тек у 8. вијеку, захваљујући и покрштавању, када се почињу стапати у нови шпански етнички корпус.